# Tiercé
Tiercé település Franciaországban, Maine-et-Loire megyében. Lakosainak száma 4498 fő (2022. január 1.). Tiercé Baracé, Briollay, Cheffes, Étriché, Montreuil-sur-Loir, Seiches-sur-le-Loir, Rives-du-Loir-en-Anjou és Morannes sur Sarthe-Daumeray községekkel határos.

## Népesség
A település népessége az elmúlt években az alábbi módon változott:
| Lakosok száma | 1968 | 2627 | 3047 | 3980 | 4287 | 4323 | 4381 | 4432 | 4470 | 4498 |
|               | 1968 | 1982 | 1990 | 2006 | 2013 | 2015 | 2017 | 2019 | 2020 | 2022 |